# سن-اومه، کبک
سن-اومه (به فرانسوی: Saint-Omer) شهری در منطقه شهری لیزله ناحیه شودییر-آپالاش در استان کبک کانادا است. در سرشماری سال ۲۰۱۱ این شهر ۳۶۲ نفر جمعیت داشته‌است و مساحت آن ۱۲۵٫۳۵ کیلومتر مربع است.